# 노르베겐 국가판무관부
노르베겐 국가판무관부(독일어: Reichskommissariat Norwegen 라이히코미사리아트 노르베겐[*])는 제2차 세계 대전 당시 나치 독일이 점령한 노르웨이에 설치한 국가판무관부이다. 정식 명칭은 노르베겐 점령지 국가판무관부(독일어: Reichskommissariat für die besetzten norwegischen Gebiete 라이히코미사리아트 퓌어 디 페세츠텐 노르베키셴 게피에테[*])이다. 1940년 4월 24일부터 1945년 5월 7일 퇴임하기 전까지 국가판무관 요제프 테르보펜의 통치를 받았으며, 1945년 5월 9일 프란츠 뵈메 장군의 주도로 연합국에 항복하여 이전 노르웨이 정부가 복원되었다.

## 나치 독일의 노르웨이 점령

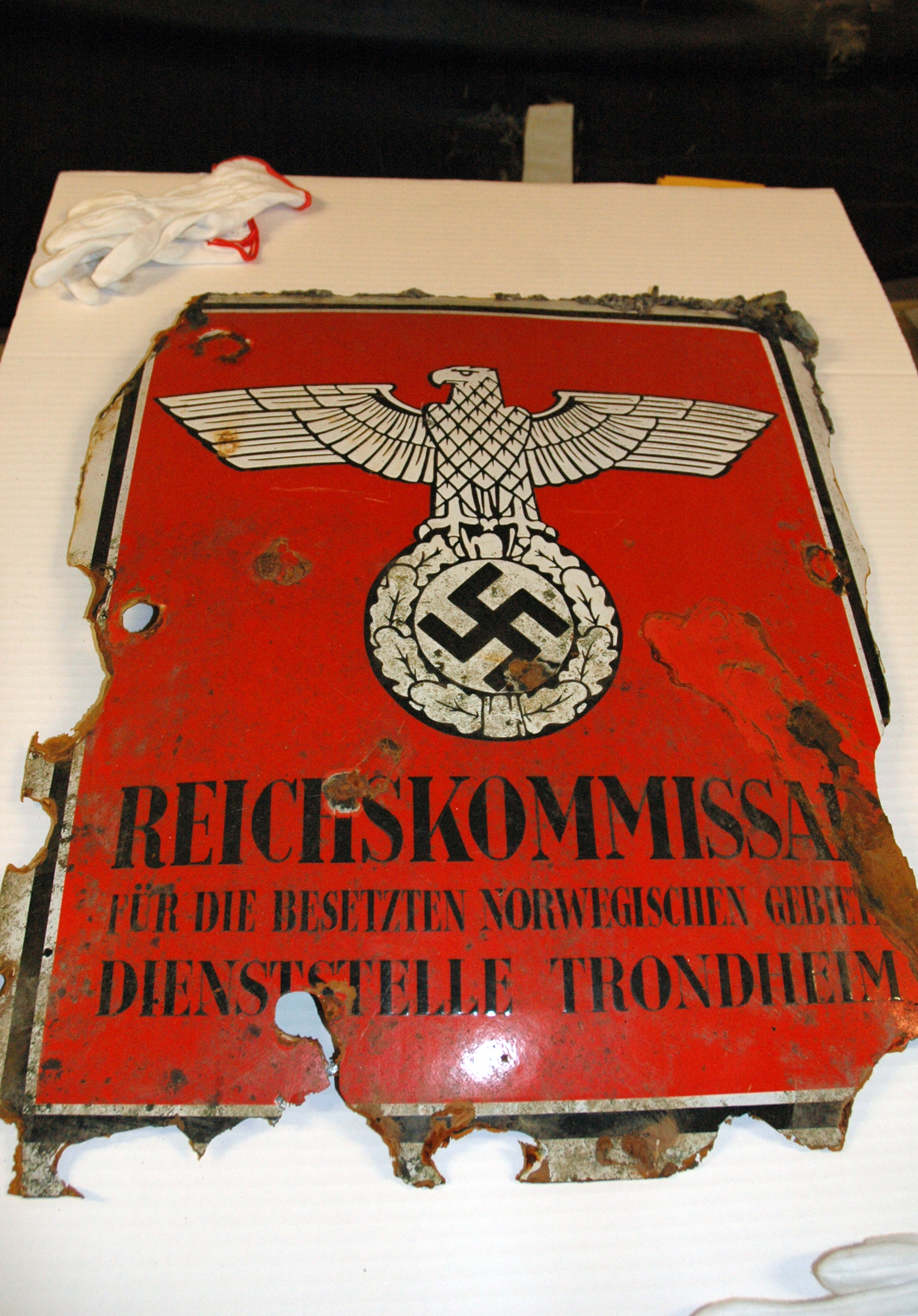
"노르베겐 점령지 국가판무관 트론헤임 사무소"(Reichskommissar für die besetzten Norwegischen Gebiete Dienststelle Trondheim)라고 쓰여 있는 간판. 트론헤임의 사무실에서 국가판무관을 위해 사용되었다.

나치 독일이 노르웨이를 침공하고 점령하려고 시도했던 것은 크게 2가지 이유로 나누어볼 수 있다. 첫 번째는 1940년 독일이 스웨덴으로부터 수송되는 철광석을 포함한 여러 천연자원에 의존하고 있었는데, 이 상황에서 노르웨이가 연합국 선박의 해역 통과를 허용한다면 잠재적으로 무역로를 봉쇄당할 수 있었기 때문이다. 두 번째 이유는 독일이 노르웨이가 연합군이 통과하거나 집결할 수 있다는 두려움 때문이었다.
노르웨이의 중립은 독일의 침공이 기정사실화될 때까지 노르웨이 정부의 정책이었으며, 이 중립 정책의 가장 큰 목적은 연합국과의 전쟁을 피하는 것이었다. 1939년 가을 노르웨이는 중립 정책을 장려하면서도 실제로 '자유와 독립'을 위해 싸워야 한다는 압력을 받기 시작했다. 군사 준비 태세와 능력을 개선하고 확장된 봉쇄를 유지하려는 노력은 1939년 9월부터 1940년 4월 사이에 펼쳐졌다. 노르웨이의 해상에서 발생한 여러 사건, 그 중에서도 특히 외싱피요르드(Jøssingfjord)의 알트마르크 사건은 노르웨이의 중립 정책에 큰 부담을 주었다. 이러한 상황에서 노르웨이 정부는 영국과 독일 모두에게 유리한 무역 조약을 협상했지만 두 국가 모두 노르웨이에 대해 접근을 거부하는 것에 전력적 이해관계가 있다는 것이 점점 더 분명해졌다.
철광석 공급에 대한 연합군의 위협을 확신한 히틀러는 1939년 12월 14일 국방군최고사령부에 노르웨이 침공을 위한 예비 계획을 실시하려고 명령했다. 이 계획은 '스터디 노드'(Studie Nord)라는 작전명을 얻었으며, 단 한 개의 사단만이 소집되었다.
1940년 3-4월, 영국의 노르웨이 침공 계획은 주로 스웨덴 옐리바레에 위치한 철 광산에 도착하여 파괴하기 위해 준비되었다. 영국은 이를 통해 독일군이 프랑스보다 스웨덴 남부에 집중할 것을 기대했다.
또한 영국은 노르웨이 해역에 기뢰를 매설하고, 철 광산에서의 채굴 후에는 노르웨이의 나르비크, 트론헤임, 베르겐, 스타방에르 4개 항구에 병력을 상륙시키는 것으로 합의했다. 영국과 프랑스의 다른 주장으로 인해 계획 나라가 4월 5일에서 8일로 연기되었는데, 이는 이들에게 재앙이었다. 히틀러는 4월 1일에 독일의 노르웨이 침공을 4월 9일에 시작하도록 명령했다. 4월 8일에 영국 정부가 노르웨이 정부가 해역에 영국의 지뢰 부설에 대한 심각한 항의에 대해 논의하고 있을 때, 독일군은 순조롭게 노르웨이로 출발했다.
독일군의 침공은 노르웨이군의 예상 밖의 도시 지역에 대한 동시 공격이라는 목표를 달성하였으며, 노르웨이의 부분 동원령은 전쟁에 큰 도움이 되지 않았다. 그러나 연합군이 노르웨이의 모두를 잃은 것은 아니었다. 오슬로피요르드(Oslofjord)에서 독일 제5군이 격퇴되면서 노르웨이인들과 왕실, 정부가 하마르로 도망치는 데에 추가 시간이 주어졌다. 왕국 정부가 도망치자 비드쿤 크비슬링은 라디오 방송국을 장악하고 노르웨이의 새 총리가 되는 쿠데타를 발표하였고, 19시 30분 크비슬링의 첫 번째 공식 조치는 동원령을 해제하는 것이었다.

## 크비슬링 정권

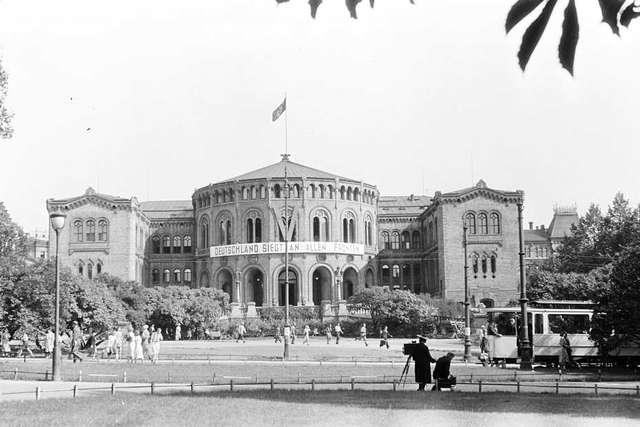
1941년 독일 점령 하의 노르웨이 의회 건물, 건물 벽면에 하켄크로이츠 깃발과 독일의 V 사인이 있다.

크비슬링의 협력적 지원은 아돌프 히틀러가 독일의 감독 하에 노르웨이 정부를 구성하도록 허용했으며, 이를 통해 비드쿤 크비슬링이 이끄는 국민연합이 창당되었다. 1942년 크비슬링은 노르웨이의 총리가 되었지만 실질적 권력은 얻지 못했다. 요제프 테르보펜은 국가판무관으로서 노르웨이를 통제했으며, 노르웨이에 주둔한 모든 군은 독일의 지휘를 받았다.

## 같이 보기
- 요제프 테르보펜